# Нафтове родовище Елвуд

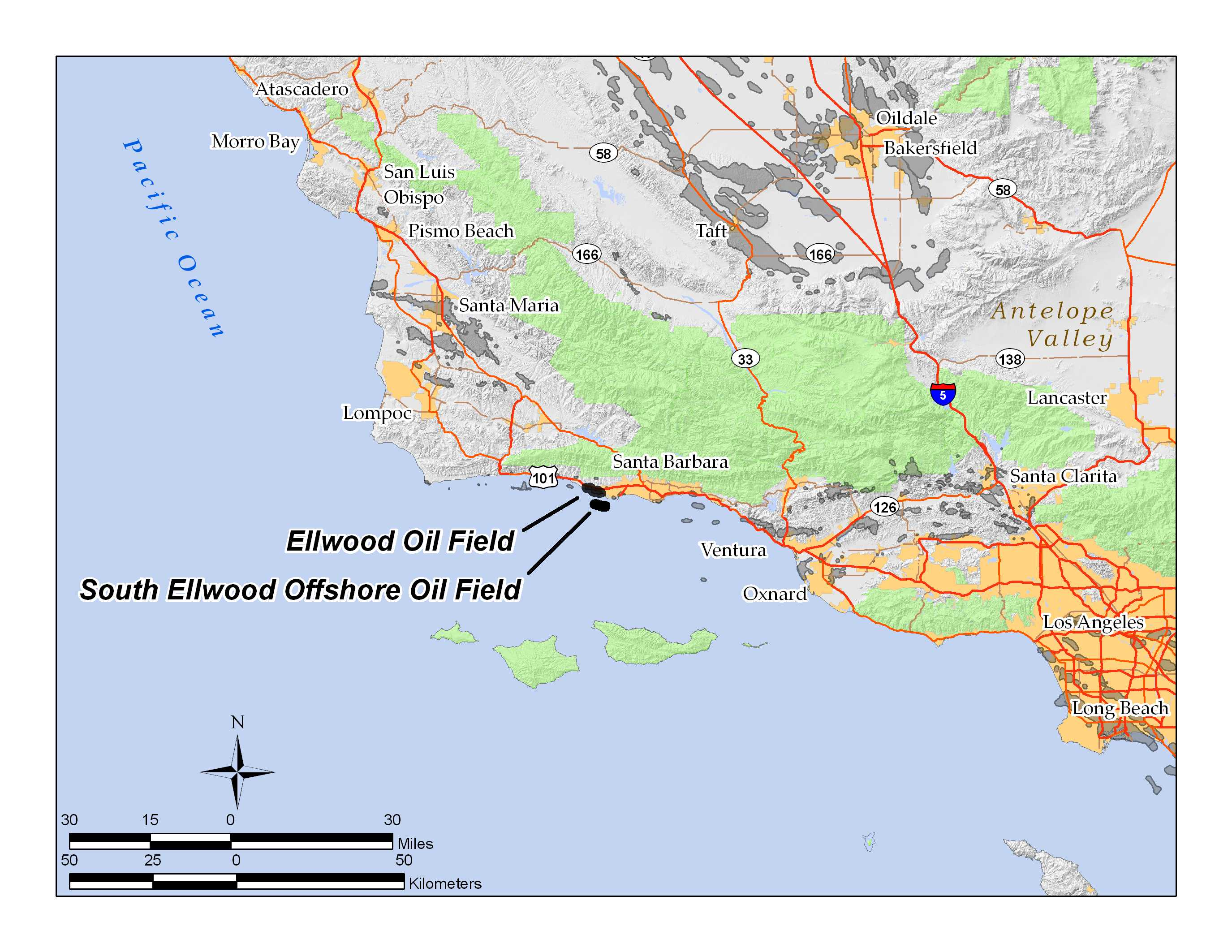
Нафтове родовище Елвуд і морське нафтове родовище Південного Елвуда. Інші родовища нафти показані сірим кольором.

Елвудське нафтове родовище (також пишеться як «Елвуд») та Офшорне нафтове родовище Південного Елвуда — це пара суміжних, частково активних нафтових родовищ, що примикають до міста Голіта, Каліфорнія, приблизно в 19 км., на захід від Санта-Барбари, в основному на каналі Санта-Барбара. У 1930-х роках нафтове родовище Еллвуд, яке було багатим продуктивним родовищем, було важливим для економічного розвитку району Санта-Барбари. Японський підводний човен обстріляв цей район під час Другої світової війни. Це була перша пряма морська бомбардування континентальної частини США з часів Громадянської війни, що спричинило страх вторгнення на Західне узбережжя.

## Налаштування
Нафтове родовище Еллвуд розташоване приблизно в 19 км на захід від міста Санта-Барбара, починаючи від західної межі міста Голета, продовжуючи на захід у Тихий океан, а потім повертаючись на берег біля ранчо Дос Пуеблос. Берегові частини поля включають пляжі, прибережні утечі, луки та евкаліптові гаї. Деякі з колишніх нафтових родовищ зараз є частиною відкритого простору Елвуд-Девере, який утримується містом Голета, а курорт Бакара, поле для гольфу Sandpiper і нові житлові комплекси Goleta розташовані на територіях, які раніше займали насосні домкрати, вишки, та резервуари для зберігання нафти.
Клімат середземноморський, з рівномірним температурним режимом цілий рік, і більшість опадів випадає з жовтня по квітень у вигляді дощу. Заморозки трапляються рідко. Стік йде в бік океану та до кількох весняних басейнів на обривах. Морські частини нафтового родовища Елвуд знаходяться на відносно мілководді і були пробурені з пірсів.

## Геологія

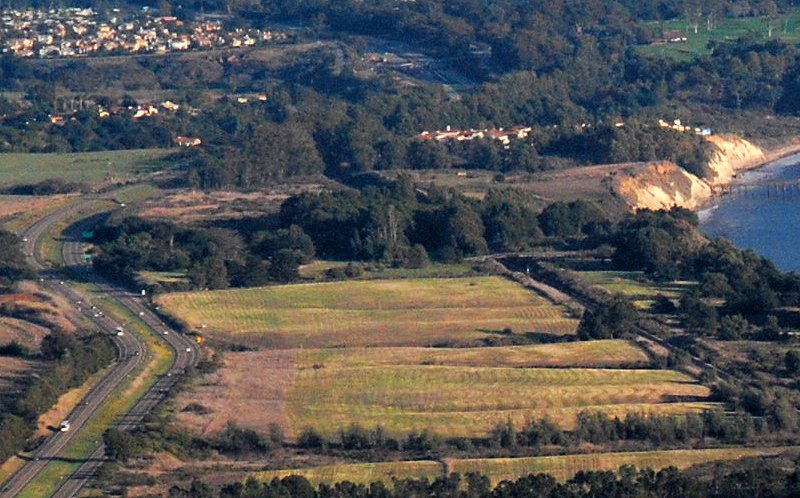
Нафтове родовище Елвуд із Заходу

Елвудське нафтове родовище має приблизно 8,0 км., у довжину і до однієї милі в ширину, з його східною та західною оконечністю на берегу. Це антиклінальна структура з нафтою, стратиграфічно захопленою антикліналлю. Розлом More Ranch забезпечує непроникний бар’єр на північному сході. Нафта зустрічається в кількох басейнах, найбільший з яких знаходиться в піщанику Вакерос, приблизно на 1000 м., під поверхнею землі. Інші значні басейни зустрічаються в формації Рінкон на глибині 790 м., і у формації Верхній Сеспе на глибині 1100 м., під поверхнею землі.
Елвудське нафтове родовище містило приблизно 106 мільйонів барелів (16 900 000 м3) нафти, майже вся з яких була вилучена, наскільки це можливо за технологією, доступною до початку 1970-х років. Зараз поле покинуте. За оцінками Міністерства енергетики США, морське родовище South Ellwood містить понад мільярд барелів нафти і приблизно 2,1 мільярда барелів (330 000 000 м3), більшість з яких знаходиться в нерозробленій частині родовища. У 1995 році «Oil and Gas Journal» повідомив про 155 мільйонів барелів (24 600 000 м3) розвіданих запасів.